# 북경 세인트폴 미국학교
북경 세인트폴 미국학교(중국어: 北京圣保罗美国学校, 영어: Saint Paul American School - Beijing, SPAS)은 중국 베이징시에 위치한 학교이다. 나셀 국제학교 시스템의 일부로, 세인트폴 프리패러토리 스쿨의 분교이다.